# Charles Dornberger
Charles F. Dornberger, född den 5 juni 1898 i New York, död den 8 februari 1944 i Reno, Nevada, var en amerikansk musiker (främst saxofonist) och orkesterledare.
Dornberger, som var av tysk härkomst, var troligen i huvudsak autodidakt som musiker. Hans huvudinstrument var saxofon, men enligt uppgifter från släktingar spelade han även klarinett, piano och dragspel.
I december 1919 blev Dornberger medlem i Paul Whitemans orkester som då spelade på Alexandria Hotel i Los Angeles. Han lämnade dock orkestern påföljande vår då den for på turné till östkusten och missade därmed att vara med vid dess genombrott på grammofonskiva. Dornberger bildade dock snart en egen orkester och 1923 fick själv skivkontrakt med Victor. Hans inspelningar visar att orkestern hade en stor bredd omfattande allt från smäktande valser till heta, riviga jazznummer som Tiger Rag och Oh! Sister, Ain't That Hot!.
Dornbergers orkester uppträdde med stor framgång på hotell, teatrar, restauranger och danssalonger runtom i USA (bland annat på det berömda Roseland Ballroom i New York), men var kanske än mer populär i Kanada. Trots detta drog sig Dornberger så småningom tillbaka från musiken och öppnade i stället en bar, The Circus Tent, i Santa Ana i Kalifornien.
Vid sidan om sin musikerkarriär var Dornberger mycket intresserad av flygplan (han hade tjänstgjort som pilot under första världskriget). Då hans tidigare chef Whiteman 1923 i triumf återvände från sin första Europaturné deltog Dornberger i hyllningarna i New Yorks hamn genom att spela med sin orkester från ett stort bombplan som cirklade över det inkommande fartyget. Dornberger omkom också i följderna av en flygolycka 1944. Ombord på planet fanns även en kvinna, Ethelwyn Kidwell, som skadades och det finns varierande uppgifter huruvida hon endast var en elev som Dornberger gav flyglektioner eller om hon var hans flickvän (Dornberger var gift men hade vid tidpunkten separerat från sin hustru).